# Ferrissia tanganyicensis
Ferrissia tanganyicensis é uma espécie de gastrópode da família Ancylidae.
Pode ser encontrada nos seguintes países: Burundi, República Democrática do Congo, Tanzânia e Zâmbia.
Os seus habitats naturais são: lagos de água doce e deltas interiores.